# Кубок Чили по футболу 1960
Кубок Чили по футболу 1960 (исп. III Copa Preparación 1960) — 3-й розыгрыш Кубка Чили по футболу.

## Групповой раунд

### Группа 1
| Кокимбо Унидо      | 0:2 | Депортес Ла-Серена |
| сб. Овалье         | 0:2 | Кокимбо Унидо      |
| Депортес Ла-Серена | 6:1 | сб. Овалье         |
| ------------------ | --- | ------------------ |

| Место | Команда            | Очки |
| 1     | Депортес Ла-Серена | 4    |
| 2     | Кокимбо Унидо      | 2    |
| 3     | сб. Овалье         | 0    |

### Группа 2
| Трасандино         | 0:2 | Сантьяго Уондерерс |
| Сантьяго Уондерерс | 4:1 | Сан-Луис Кильота   |
| Сан-Луис Кильота   | 2:2 | Трасандино         |
| ------------------ | --- | ------------------ |

| Место | Команда            | Очки |
| 1     | Сантьяго Уондерерс | 4    |
| 2     | Трасандино         | 1    |
| 3     | Сан-Луис Кильота   | 1    |

### Группа 3
| Эвертон          | 2:1 | Унион Сан-Фелипе |
| Унион Сан-Фелипе | 2:3 | Унион Ла-Калера  |
| Унион Ла-Калера  | 2:0 | Эвертон          |
| ---------------- | --- | ---------------- |

| Место | Команда          | Очки |
| 1     | Унион Ла-Калера  | 4    |
| 2     | Эвертон          | 2    |
| 3     | Унион Сан-Фелипе | 0    |

### Группа 4
| Магальянес          | 0:2 | Сантьяго Морнинг    |
| Универсидад де Чили | 1:1 | Магальянес          |
| Сантьяго Морнинг    | 1:2 | Универсидад де Чили |
| ------------------- | --- | ------------------- |

| Место | Команда             | Очки |
| 1     | Универсидад де Чили | 3    |
| 2     | Сантьяго Морнинг    | 2    |
| 3     | Магальянес          | 1    |

### Группа 5
| Коло-Коло            | 1:2 | Универсидад Католика |
| Грин Кросс           | 3:2 | Коло-Коло            |
| Универсидад Католика | 2:1 | Грин Кросс           |
| -------------------- | --- | -------------------- |

| Место | Команда              | Очки |
| 1     | Универсидад Католика | 4    |
| 2     | Грин Кросс           | 2    |
| 3     | Коло-Коло            | 0    |

### Группа 6
| Универсидад Текника | 0:2 | Ферробадминтон      |
| Аудакс Итальяно     | 6:0 | Универсидад Текника |
| Ферробадминтон      | 3:4 | Аудакс Итальяно     |
| ------------------- | --- | ------------------- |

| Место | Команда             | Очки |
| 1     | Аудакс Итальяно     | 4    |
| 2     | Ферробадминтон      | 2    |
| 3     | Универсидад Текника | 0    |

### Группа 7
| Палестино          | 0:0 | Иберия Лос-Анхелес |
| Унион Эспаньола    | 1:1 | Палестино          |
| Иберия Лос-Анхелес | 2:3 | Унион Эспаньола    |
| ------------------ | --- | ------------------ |

| Место | Команда            | Очки |
| 1     | Унион Эспаньола    | 3    |
| 2     | Палестино          | 2    |
| 3     | Иберия Лос-Анхелес | 1    |

### Группа 8
| Сан-Бернардо Сентраль | 2:4 | Депортес Кольчагуа    |
| О’Хиггинс             | 3:0 | Сан-Бернардо Сентраль |
| Депортес Кольчагуа    | 1:0 | О’Хиггинс             |
| --------------------- | --- | --------------------- |

| Место | Команда               | Очки |
| 1     | Депортес Кольчагуа    | 4    |
| 2     | О’Хиггинс             | 2    |
| 3     | Сан-Бернардо Сентраль | 0    |

### Группа 9
| Альянса де Курико | 0:3 | Рейнджерс Талька  |
| Ньюбленсе         | 2:0 | Альянса де Курико |
| Рейнджерс Талька  | 2:3 | Ньюбленсе         |
| ----------------- | --- | ----------------- |

| Место | Команда           | Очки |
| 1     | Ньюбленсе         | 4    |
| 2     | Рейнджерс Талька  | 2    |
| 3     | Альянса де Курико | 0    |

## Плей-офф
Матч между победителями групп 8 и 9.
| Хозяева            | Результат | Гости     |
| ------------------ | --------- | --------- |
| Депортес Кольчагуа | 0:1       | Ньюбленсе |

## 1/4 финала
| Хозяева            | Результат  | Гости                |
| ------------------ | ---------- | -------------------- |
| Депортес Ла-Серена | 6:0        | Универсидад Католика |
| Сантьяго Уондерерс | 2:2 (мон.) | Универсидад де Чили  |
| Аудакс Итальяно    | 5:3        | Унион Эспаньола      |
| Ньюбленсе          | 1:1 (мон.) | Унион Ла-Калера      |

### 1/2 финала
| Сантьяго Уондерерс             | 2:0 | Унион Ла-Калера |
| ------------------------------ | --- | --------------- |
| Мендес 57′ · Сулета 56′ (авт.) |     |                 |

| Аудакс Итальяно                   | 2:3 | Депортес Ла-Серена            |
| --------------------------------- | --- | ----------------------------- |
| Р. Кортес 52′ (пен.) · Варгас 67′ |     | Аравена 12′ · пиннола 15′ 60′ |

### Финал
| Депортес Ла-Серена                                         | 4:1 | Сантьяго Уондерерс |
| ---------------------------------------------------------- | --- | ------------------ |
| Сулантай 11′ 66′ · Боасалья 44′ (авт.) · Фариас 56′ (пен.) |     | Салинас 45+′       |